# Rieneke Demming
Rieneke Verheijen-Demming (Terwolde, 15 mei 1946) is een Nederlands voormalig langebaanschaatsster.
Haar oudste zoon Carl Verheijen heeft het 'schaatsgen' van beide ouders geërfd, getuige van zijn aanleg op de lange afstand waarop ook zijn ouders uitblonken. Haar laatste wedstrijdseizoen reed ze als Rieneke Verheijen-Demming, na haar huwelijk met Eddy Verheijen.

## Persoonlijke records
| Afstand    | Tijd   | Datum           | Baan  |
| ---------- | ------ | --------------- | ----- |
| 500 meter  | 46,5   | 24 januari 1971 | Davos |
| 1000 meter | 1.32,1 | 16 januari 1971 | Davos |
| 1500 meter | 2.19,1 | 15 januari 1971 | Davos |
| 3000 meter | 4.50,4 | 16 januari 1971 | Davos |

## Resultaten
| Jaar | NK Allround | EK Allround | WK Allround |
| ---- | ----------- | ----------- | ----------- |
| 1967 | NC16        |             |             |
| 1968 | 6e          |             |             |
| 1969 | 6e          |             |             |
| 1970 | 6e          | 12e         | 9e          |
| 1971 | 6e          |             | NC29        |
| 1972 | 7e          |             |             |
| 1973 | 9e          |             |             |